# Raufoss
Raufoss ist eine Stadt in den norwegischen Kommunen Vestre Toten und Gjøvik in der Provinz (Fylke) Innlandet. Die Stadt stellt das Verwaltungszentrum von Vestre Toten dar. Raufoss wuchs mit der Zeit mit der Stadt Gjøvik zusammen und wird seit 2023 vom Statistisk sentralbyrå als Teil der Stadt Gjøvik gerechnet. Raufoss ist ein bedeutender Industriestandort.

## Geografie und Einwohner
Raufoss liegt größtenteils in der Kommune Vestre Toten, etwas westlich des Mjøsas, dem größten See Norwegens. Durch die Stadt fließt in Richtung Norden der Fluss Hunnselva und im Ortszentrum mündet die Korta aus dem Südosten in die Hunnselva. Die Hunnselva mündet schließlich weiter nordöstlich in der Stadt Gjøvik in den See Mjøsa.
Bis 2022 wurde Raufoss von Statistisk sentralbyrå (SSB) als eigener Tettsted, also als eine städtische Siedlung, gewertet. In der Statistik für das Jahr 2023 ging Raufoss schließlich im Tettsted Gjøvik auf, da beide Städte im Laufe der Zeit immer näher zusammenwuchsen. In der Statistik des Jahres 2022 wurde Raufoss mit 7918 Einwohnern auf einer Fläche von 7,12 km² geführt.

## Geschichte
Raufoss wurde 1896 zum Industriestandort, als dort in der Rødfos Patronfabrik mit der Produktion von Munition für das norwegische Militär begonnen wurde. Zuvor war die Munition in Akershus produziert worden, dies galt allerdings im Konflikt mit Schweden als ein nicht ausreichend sicherer Produktionsort, während man das Landesinnere als sicherer einstufte. Durch die Zuspitzung des Konflikts mit Schweden stiegen bis zur Auflösung der Union Schweden-Norwegen im Jahr 1905 die Produktionsmengen und die Zahl der Angestellten. Zu einem erneuten Anstieg in den Produktionsmengen kam es durch den Ersten Weltkrieg. Zu Beginn des Jahres 1918 arbeiteten etwa 1000 Personen für die Fabrik. In Raufoss kam es durch die steigende Zahl an Arbeitsplätzen auch zu einem Anstieg der Einwohnerzahlen. Im Jahr 1939 wurde die Raufoss kirke fertiggestellt, die eine kleinere Kapelle aus dem Jahr 1898 ersetzte. Als Architekt war Henry Bucher tätig. Neben der Raufoss kirke steht in der Stadt auch die Baptistenkirche Raufoss baptistkirke aus dem Jahr 1927. Die Baptistengemeinde wurde offiziell im Jahr 1931 gegründet.
Die Zeit nach dem Ende des Ersten Weltkrieges war für die Munitionsfabrik und den Ort wirtschaftlich problematisch, da die Nachfrage nach Waren aus Raufoss sank. Im Mai 1940 wurde die Produktion von den deutschen Besatzern übernommen. Den Besatzern gegenüber standen in Raufoss Gruppen aus dem Widerstand, die die Produktion teilweise sabotierten. Nach dem Ende des Zweiten Weltkriegs wuchs bis in die 1960er-Jahre die Zahl der Angestellten weiter, bevor die Nachfrage nach Munition erneut sank. Daraufhin kam es zu einer Diversifikation der Produktion, die verschiedenen Sparten wurden später durch unterschiedliche Unternehmen aufgekauft und ein Industriepark mit mehreren Betrieben gebildet.
Von 2000 bis 2019 stieg die Zahl der Einwohner von Raufoss von 5914 auf 7597 Personen an. Die zum Tettsted Raufoss gerechnete Fläche wuchs von 5,71 km² auf 6,84 km². Im Jahr 2019 erhielt Raufoss den Stadtstatus. Der Stadttitel kann in Norwegen vom jeweiligen Kommunalparlament vergeben werden und führt rechtlich zu keinen Änderungen. Die Abstimmung über den Status fand für Raufoss im Kommunalparlament von Vestre Toten statt.

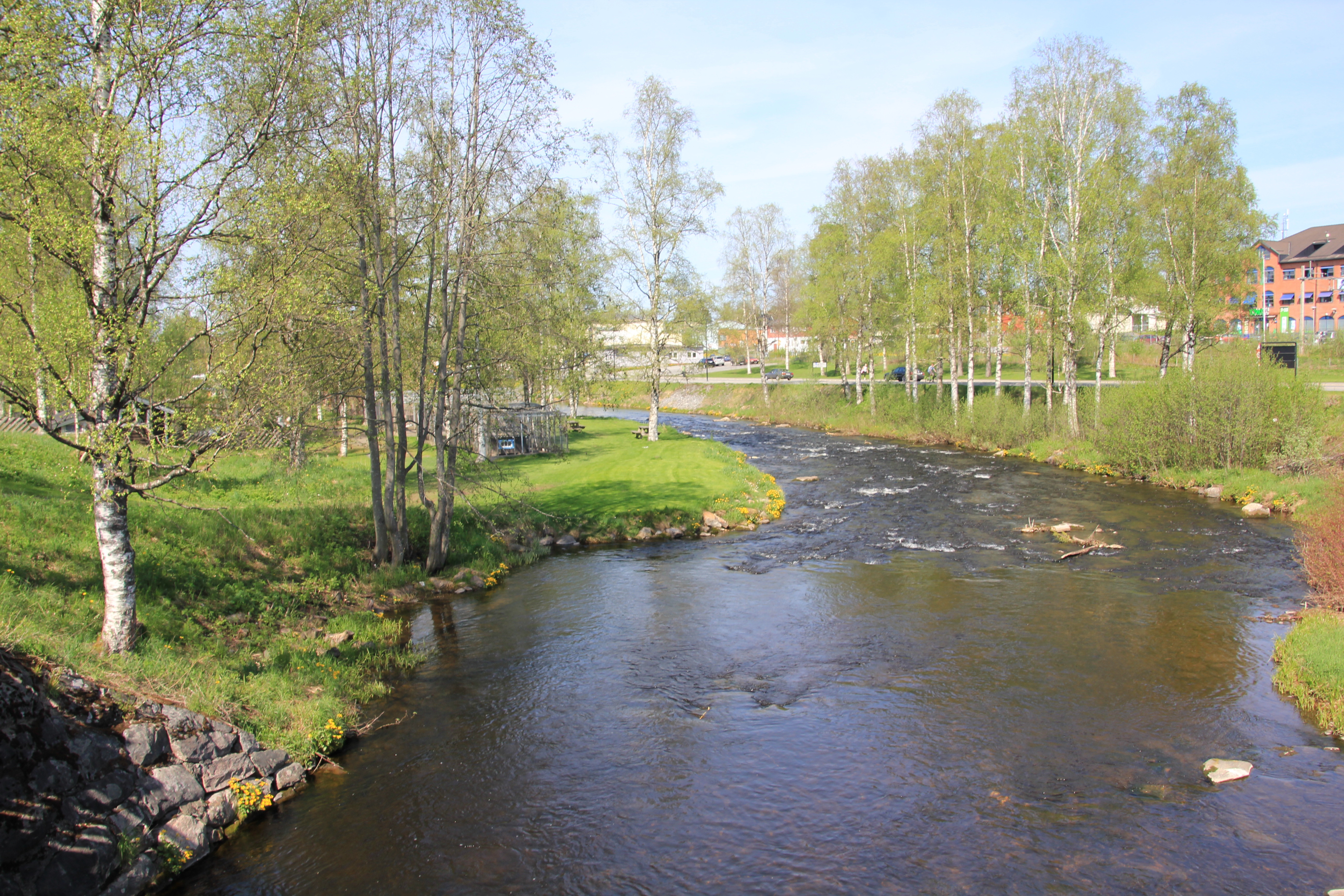
Die Hunnselva in Raufoss
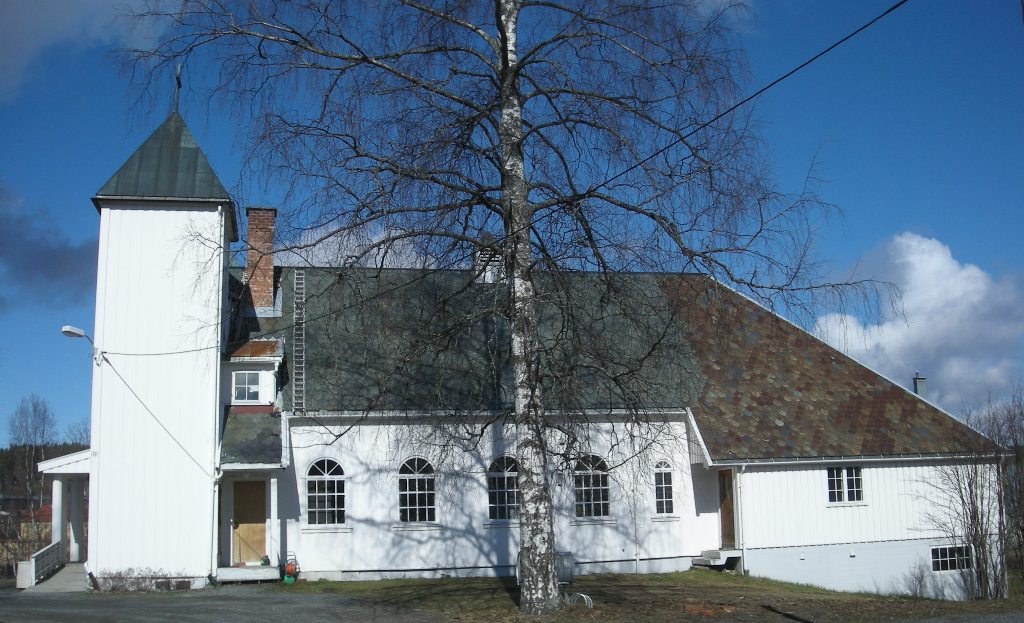
Raufoss baptistkirke
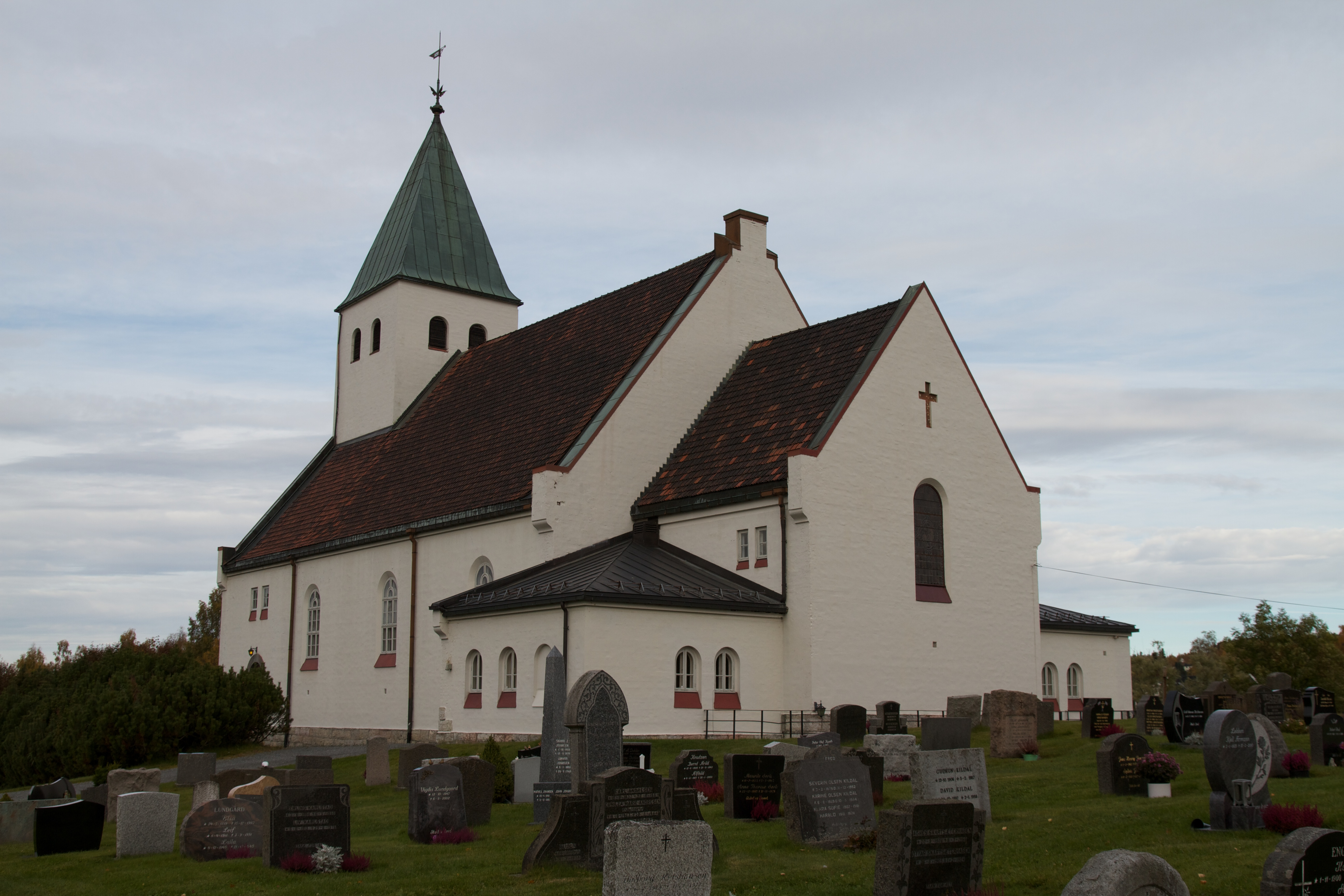
Raufoss kirke
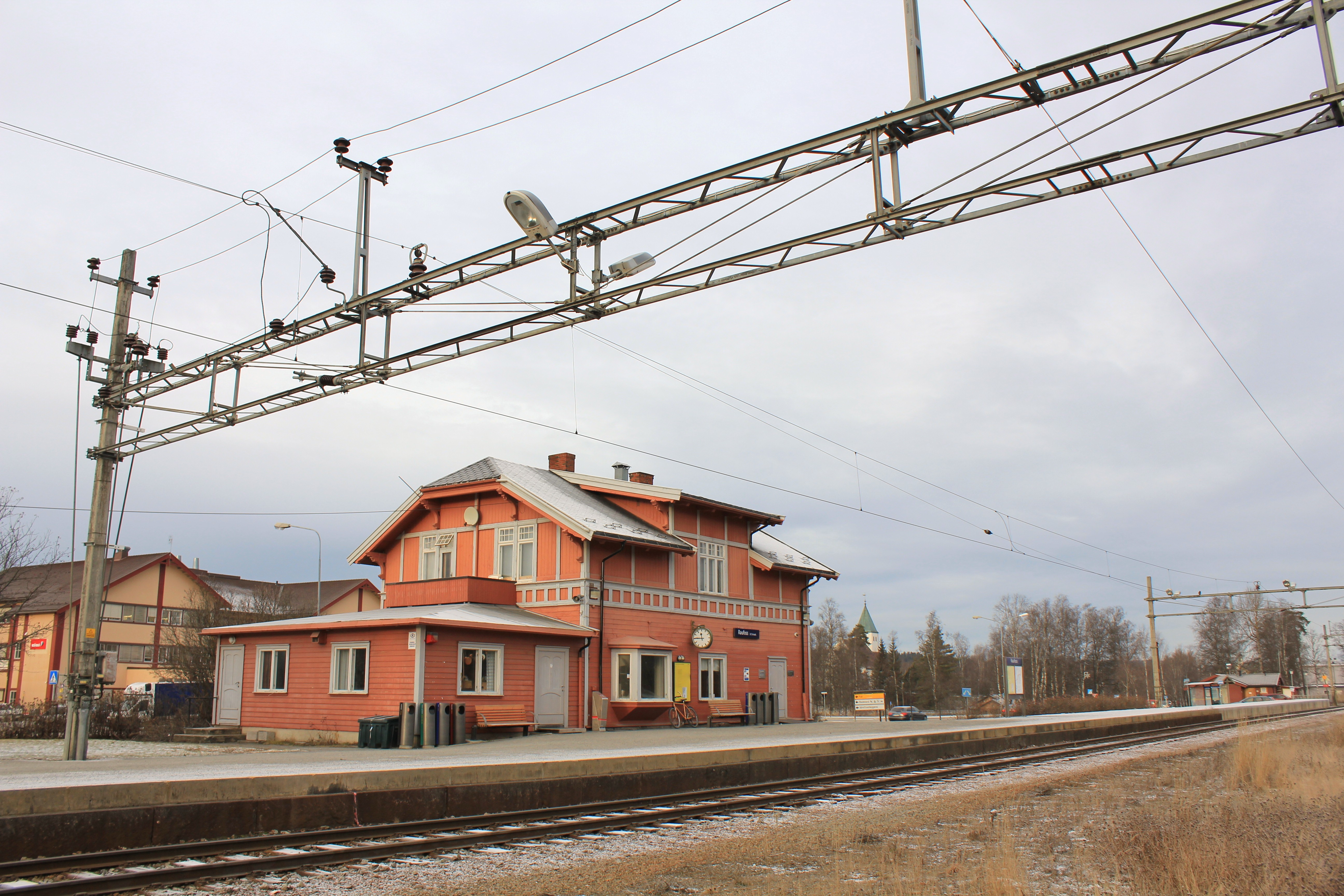
Bahnhof Raufoss
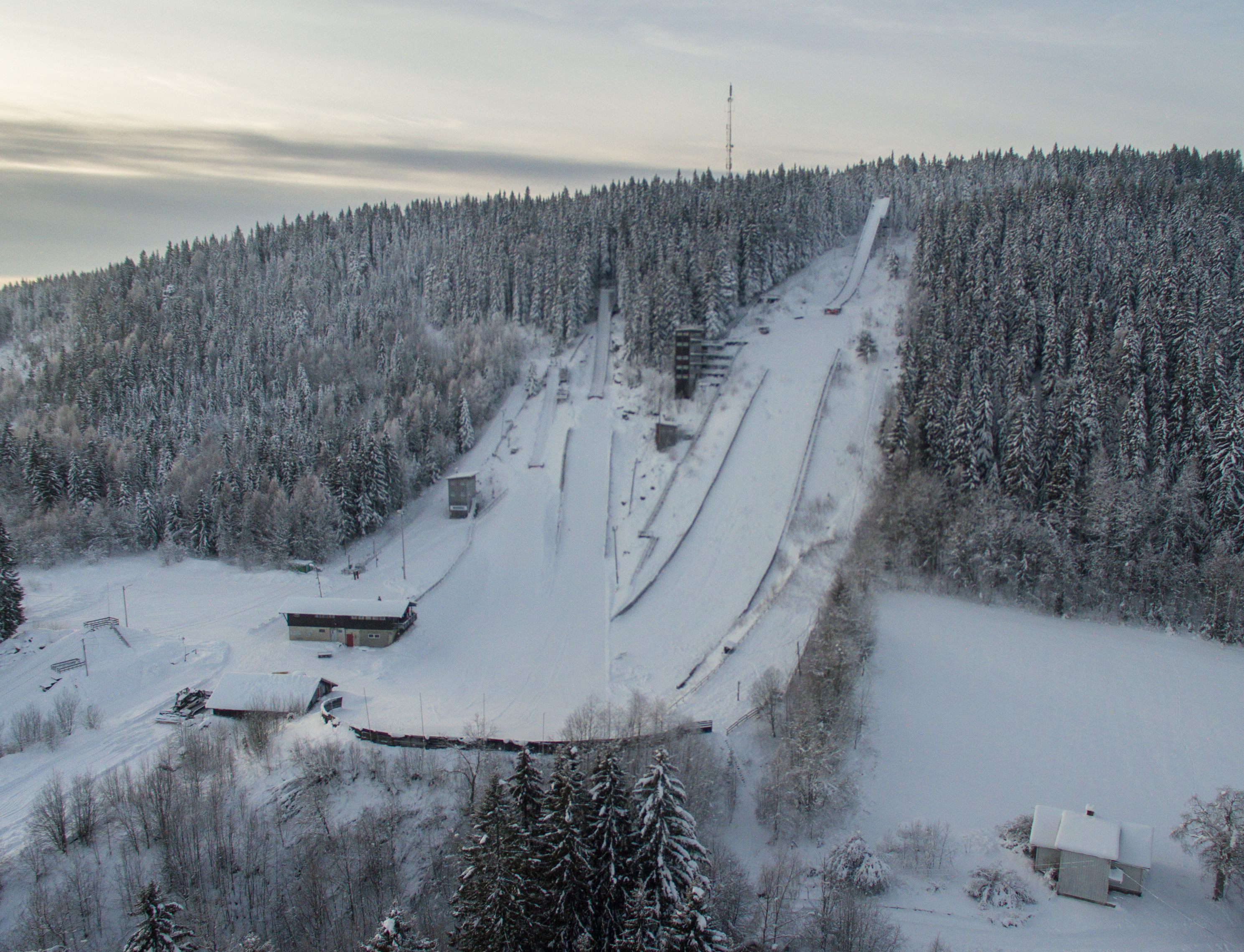
Skisprunganlage Lønnberget Hoppsenter

## Wirtschaft und Infrastruktur
Im Osten der Stadt führt der Riksvei 4 in Nord-Süd-Richtung vorbei. Richtung Norden stellt die Straße die Verbindung zur Stadt Gjøvik und von dort weiter zur Europastraße 6 (E6) her. Durch das Zentrum von Raufoss führt, ebenfalls in Nord-Süd-Richtung, der Fylkesvei 2368, der südlich der Stadt in den Riksvei 4 mündet. Weitgehend parallel zum Fylkesvei verläuft die Bahnlinie Gjøvikbanen durch Raufoss. Der Bahnhof von Raufoss wurde 1902 eröffnet, ein Jahr nachdem die Strecke fertiggestellt wurde. Als Architekt war Paul Armin Due im Einsatz. Die Entfernung vom Bahnhof in Raufoss zum Osloer Hauptbahnhof Oslo S beträgt etwa 112 Schienenkilometer.
Die Industrie ist für die Lokalwirtschaft von größerer Bedeutung. Dominierend ist dabei die Metallindustrie mit Betrieben wie dem Rüstungskonzern Nammo und dem Automobilzulieferer Kongsberg Automotive.

## Name
Der Ortsname setzt sich aus zwei Bestandteilen zusammen, wobei -foss „Wasserfall“ bedeutet. Der Name Raufoss wurde zunächst nur für einen Wasserfall in der Hunnselva genutzt, erst später ging er auf den Ort über. Der erste Namensbestandteil leitet sich vermutlich vom altnordischen Wort von die Farbe Rot, nämlich rauðr, ab. Eine weitere Möglichkeit ist, dass der Name aus dem Wort rauði gebildet wurde. Dabei handelt es sich um den altnordischen Begriff für myrmalm (deutsch Raseneisenstein).

## Sport
In Raufoss beheimatet ist der Sportverein Raufoss IL, der 1918 gegründet wurde. Etwas außerhalb der Stadt befindet sich die Skisprunganlage Lønnberget Hoppsenter.

## Persönlichkeiten
- Halfdan Hegtun (1918–2012), Politiker, Journalist und Autor
- Henriette Smeby (* 1986), Skispringerin
- Benjamin Østvold (* 2001), Skispringer
- Hákon Arnar Haraldsson (* 2003), isländischer Fußballspieler